# Frans Antonie Stafleu
Frans Antonie Stafleu (* 8. September 1921 in Velsen, Niederlande; † 16. Dezember 1997 in Utrecht) war ein niederländischer systematischer Botaniker an der Universität von Utrecht in den Niederlanden. Seine Standard-Abkürzung als Autor von Pflanzennamen ist „Stafleu“.

## Leben und Wirken
Aufgewachsen ist Frans Antonie Stafleu in einer Familie, die in den Niederlanden oft den Ort wechseln musste, weil der Vater Berufs-Soldat war. Schon in seiner Jugend interessierte Frans die Natur und er beschäftigte sich mit der Pflanzensoziologie. Sein Studium war durch den Zweiten Weltkrieg stark beeinträchtigt. In dieser Zeit lernte er auch Charlotte A. M. Corporaal kennen, die er 1947 heiratete. Nach dem Studium beschäftigte er sich mit der Systematik der Familie der Vochysiaceae. Seine Doktorarbeit war die Monographie von Vochysia, einer neotropischen Pflanzengattung.
Danach ging er nicht an die Universität Leiden, wo man ihn für das Projekt der Flora Malesiana anstellen wollte, sondern an die Universität von Utrecht zu Joseph Lanjouw (1902–1984). Er wurde hier für die International Association for Plant Taxonomy (IAPT) angestellt. Von da an beschäftigte er sich weniger mit den Pflanzen selbst als mit den Botanikern und ihren Werken. Heute verleiht diese Organisation alle drei Jahre die Stafleu Medal für herausragende Arbeiten zu historischen, bibliografischen und/oder nomenklatorischen Aspekten der Pflanzen-Systematik.
Jahrzehntelang war er als Schriftleiter die treibende Kraft bei der neuen Zeitschrift Taxon, die unter ihm zur führenden Zeitschrift für systematische Botanik wurde. Gleichzeitig begründete er die Serie Regnum vegetabile, innerhalb der unter anderem der Index Herbariorum, ein Verzeichnis der Herbarien der ganzen Welt und der dort arbeitenden Botaniker erschienen ist. Sie kam bisher zuletzt 1990 in der 8. Auflage heraus. In dieser Serie wurden auch Verzeichnisse aller Sammler von Pflanzen erstellt (Regnum Vegetabile Band 2, 9, 86, 93, 109, 114, 117). Weiter wurde mit ihm das Projekt Index nominum genericorum begonnen, in dem alle gültig veröffentlichten Gattungen von Pflanzen mit Publikationsort und Typus-Art aufgeführt sind. Damit wurden wesentliche Schritte zu einer künftigen Stabilität der Pflanzennamen erreicht. Gleichzeitig bereitete er in der Zeitschrift Taxon verschiedene Internationale Botaniker-Kongresse vor, damit dort die nötigen Beschlüsse zur Klarheit für den Internationalen Code der Nomenklatur der Pflanzen geschaffen wurden. Sein wichtigstes Werk aber war die 7-bändige Taxonomic Literature: A Selective Guide to Botanical Publications and Collections, with Dates, Commentaries, and Types (2. Auflage), die er zusammen mit Richard S. Cowan herausgab. Darin sind alle wichtigen systematischen Botaniker mit ihren Biografien und den genauen Publikationsdaten ihrer Werke erarbeitet – eine einmalige Grundlage bei allen Fragen, welcher Name von zwei Pflanzennamen der ältere ist. Nach Beendigung dieses Werkes musste Stafleu seine weiteren Pläne krankheitshalber aufgeben. Die zusätzlichen sechs (von acht) Nachtragsbänden der Buchstaben A–E zu diesem Werk  wurden in Zusammenarbeit mit Erik A. Mennega herausgegeben.
Seit 1973 war er Mitglied der Königlich Niederländischen Akademie der Wissenschaften.

## Schriften (Auswahl)
- Ellen R. Farr, J. A. Leussink, F. A. Stafleu: Index nominum genericorum. 3 Bände.  Regnum Vegetabile Band 100–102. 1979. (dazu Nachtragsband).
- F. A. Stafleu, R. S. Cowan: Taxonomic Literature: A Selective Guide to Botanical Publications and Collections, with Dates, Commentaries, and Types (2. Auflage). 7 Bände 1976–1988. Utrecht/Antwerpen. (dazu weitere 8 Nachtragsbände)online.
- P. K. Holmgren, N. H. Holmgren, N. C. Barnett: Index Herbariorum. 8. Auflage, 1990. Regnum Vegetabile Band 120.